# ميرل فرومس
ميرل فرومس (مواليد 28 يناير 1995) هي لاعبة كرة قدم ألمانية تلعب في مركز حارس المرمى في نادي فولفسبورغ.

## روابط خارجية
- ميرل فرومس على موقع الاتحاد الدولي (مؤرشف)  (الإنجليزية)
- ميرل فرومس على موقع الاتحاد الأوربي (الإنجليزية)
- ميرل فرومس على موقع قاعدة بيانات كرة القدم.إي يو (الإنجليزية)
- ميرل فرومس على موقع Soccerway.com (الإنجليزية)
- ميرل فرومس على موقع عالم كرة القدم.نت (الإنجليزية)
- ميرل فرومس على موقع اللجنة الأولمبية الدولية (الإنجليزية)